# Remo Riva
Remo Riva (Cuorgnè, 1909 – Milano, 1974) è stato uno scultore italiano.

## Biografia
Si trasferì presto a Milano dove frequentò l'Accademia di Belle Arti di Brera sotto Wildt un famoso Maestro dell'epoca dal quale però non fu influenzato artisticamente. Il suo grande talento fu presto notato infatti vinse alcuni tra i più prestigiosi premi di quegl'anni. 
Per la scultura nel 1935 vinse il premio Fumagalli con un'opera intitolata "Il Marciatore" e nel 1944 il Tandardini con "il Combattente". Affermatosi come scultore con i più importanti riconoscimenti ottenne nel 1950 anche il Premio Lissone per la pittura con un quadro pieno di luce" La scolarina", raffigurante una giovinetta. 
Fece inoltre numerose mostre personali nelle più importanti città - Milano, Bologna, Torino, Voghera, Firenze, Ivrea, Parigi, New York - ed inoltre espose alla XX Biennale di Venezia e alla II e III Quadriennale di Roma ed in molte altre collettive non solo in Italia. Sue importanti opere si trovano in musei e gallerie in Italia e all'estero oltre che in varie collezioni private. Sono opera sua: Il monumento in bronzo ad Alessandro Manzoni nel cortile della biblioteca Ambrosiana (Milano), il busto di Nazario Sauro nel Museo del Castello Sforzesco di Milano (dovuto alla vincita di un concorso indetto dalla Regina d'Italia), La Pietà dell'Angelicum, il Busto di Giuseppe Mazzini erigendo della città di Voghera, il grande busto in bronzo di S.E. il Marchese Mario Mocchi referendario dell'Ordine equestre del S. Sepolcro, collocato nella sede dell'ordine, L'arciere della Galleria d'arte Moderna della città di Milano, il busto di S.S. Pio XII nel museo Vaticano. Sue opere si trovano anche all'Accademia di Brera dove insegnò e alla Pinacoteca Ambrosiana. Ci sono inoltre diversi monumenti nel cimitero Maggiore di Milano. Suo è anche lo spettacolare e maestoso monumento ai Caduti di Tutte le Guerre di Castellanza.
Artisticamente nell'arte contemporanea fece parte di una triade con Messina e con Manzù di cui era amico. Il fatto che non ebbe la fama duratura dei suoi colleghi è dovuto oltre che alla sua misantropia, alla sua grande umiltà. 
Di lui si occuparono i più famosi critici dell'epoca, lodandone sempre lo straordinario talento. Ricordiamo tra gli altri Spartaco Balestrieri, Marziano Bernardi, Luigi Carluccio, Leonardo Borgese, De Grada, Lepore, Carlo Carrà, Galvano, Dragone, e Bonardi ecc. 
Remo Riva fu grande amico del pittore impressionista trevigiano Aurelio Villanova scomparso il 21 maggio 2012: fu proprio lui con gli amici pittori Enzo Simonetti e il maestro Juanito Americo Vettore a scoprirne la drammatica morte.
Morì all'età di 65 anni solo nel suo studio a Milano sua città d'adozione.